# Царски извор
Царски извор е село в Северна България, област Велико Търново, община Стражица.
В България има само едно населено място, с това наименование. Село Царски извор е самостоятелно кметство в състава на община Стражица, Великотърновска област и в неговия състав не влизат други населени места.

## География
Село Царски извор се намира западно от гр. Стражица и е с надморска височина 220 м. Граничи със землищата на гр. Стражица – на изток, Бряговица – на юг, Горски горен Тръмбеш – на югозапад, Сушица – на северозапад, Горски Сеновец на север. Ак баир, Горната и Долната поляна, Голямото дере, което се влива в рекичката Десница, Голямата чешма с перилото, чешмичката „Приятна почивка“ са част от характерните за селото места.
Близо до селото, в местността „Боаза“, има язовир с площ от 66,978 дка. Към момента е отдаден под аренда и риболова е забранен.

## История
Село Царски извор е основано през 1444 г. от Владислав III по време на поход на изток срещу Османската империя.
В близост до изворите при разкопки, археолози са открили останки от пещи за хляб, а при изграждането на Голямата чешма до центъра на селото през 1942 г. е открита дървена рамка изработена от абанос и затова се е съхранила през вековете.
През вековете е известно с имената Крал Бунар - при възникването му. По време на Третата българска държава името е променено на Царски извор. След 1945 г. в чест на родения в селото партизанин Стефан Недялков - Чапаев, името отново е променено на Чапаево. След 1990 г. е върнато името - Царски извор.
В центъра на селото има мемориален комплекс на загиналите във войните (1912 – 1913, 1915 – 1918 и 1944 – 1945 г.)
До 1973 година училището в с. Царски извор е основно. След това, по решение на местната управа и образователните институции, то става начално. Стражишкото земетресение през 1986 г. разрушава непоправимо сградата на Началното училище „Иван Вазов“ в селото и то е съборено. През есента на 1993 година, НУ „Иван Вазов“ се премества в сградата на целодневната детска градина.

## Население
Преброяване на населението през 2011 г.
Численост и дял на етническите групи според преброяването на населението през 2011 г.:
|                     | Численост | Дял (в %) |
| Общо                | 822       | 100,00    |
| Българи             | 412       | 50,12     |
| Турци               | 313       | 38,07     |
| Цигани              | 71        | 8,63      |
| Други               | 0         | 0,00      |
| Не се самоопределят | 3         | 0,36      |
| Неотговорили        | 23        | 2,79      |

## Стражишкото земетресение
Големи разрушения в селото причинява земетресението с магнитуд 5,7 по скалата на Рихтер, на 7 декември 1986 г. в 16:17 ч., известно като „стражишкото земетресение“. Тъй като с. Царски извор (тогава Чапаево) e в непосредствена близост до гр. Стражица (5 км по права линия) пораженията върху сградите и къщите са катастрофални. Загиват трима и са ранени 80 души в Стражица. Безброй много семейства остават без домове, а надеждата им за спокойна зима е отнета. Обстоятелствата довеждат до необходимост много хора да живеят във фургони за дълго време. Ужасът обаче довежда и до промяна за по-добро. След огромните разрушения се взима решение за изменения в законовите изисквания за строежа на сгради.
След земетресението в Стражица и селата са докарани 7000 фургона и са построени 700 дървени къщички, в които някои от бедстващите прекарват не дни и месеци, а цели десетилетия. Дълги години след него, повече от половината жители на селото живеят във фургони, защото къщите им са сериозно пострадали от земетресението и не могат да бъдат обитавани.
За преодоляване на щетите от земния трус държавата отпуска колосалната за времето сума от 1 млрд. лв., а отделно още 7 млн. са събрани от дарения на хората от цяла България. По стара българска традиция обаче, голяма част от средствата са присвоени и така на практика до падането на комунизма през 1989 г. от предвидените за построяване 2000 къщи, реално са изградени едва 368.
Към днешни времена, щетите от земетресението в Стражица и околните села са преодолени.

## Поминък на населението
Както в повечето селища в този край на България, и жителите на Царски извор са предимно земеделци, животновъди и занаятчии. Повече от стогодишна е и традицията на гурбетчийството - и преди, и сега предприемчивите селяни са работили, печелили в чужбина и къщите си са строили в селото.
Почвата е чернозем и е подходяща за отглеждане на всякакъв вид зърнени култури, плодове и зеленчуци.

## Развитие на инфраструктурата на селото
През зимата на 2020 г. започва работата с почистване и окосяване на основната улична мрежа. Продължава се и по странични улици и пространства. Преминава се през трудните месеци на извънредното положение заради COVID-19 пандемията, когато не се е спирало да се работи, създавайки възможно най-безопасната среда за населението.
Кметството не разполага с техника, но жителите на селото предоставят лична техника предоставят хората от селото. Даренията към кметството се описват в специален дневник с имена на дарителя, размер на дарението, дата на предоставяне, както и впоследствие за какво е изразходвано, подкрепено с документ.

## Личности
Родно място на известния български художник Димитър Казаков.